# Чарівне дзеркало або подвійні неприємності
Сімейна комедія «Чарівне дзеркало або подвійні неприємності» — фільм 2019 року режисера Маркуса Розенмюллера.

## Зміст
Цілком можливо, що немає у світі хлопчика, який не мріяв би, аби хтось інщий робив усе домашнє завдання за нього. Та й було б добре контрольні ніколи не писати.
Гуляючи ярмаркою, школяр Фрідо випадково оживляє свого двійника — за допомогою чарівного дзеркала у старовинній шафі. Його точна копія охоче погодилася ходити замість Фрідо в школу.
Про таємницю не треба було нікому говорити, але Фрідо не втримався та розповів про все своєму другу Емілю. Тепер окрім двох хлопчиків, які хочуть лише відпочивати та розважатися, є іще й дві їхні копії — старанні та розумні.
На жаль, ці копії не такі слухняні — як хотілося б Фрідо та Емілю. Вони починають висувати дедалі складніші умови, аби співпраця продовжувалася. Потрібно якнайшвидше повернути їх назад — до дзеркала.

## Знімались
- Маргарита Бройх
- Марі Лойєнбергер
- Майя Бекманн
- Буц Ульріх Бузе
- Макс фон Тун
- Улла Гейгер
- Арнд Шімкат
- Катаріна Марія Шуберт